# Рударско-геолошки факултет Универзитета у Београду
Рударско-геолошки факултет Универзитета у Београду је најстарија и највиша образовна и научна институција у области геологије и рударства у Србији. Прва катедра за минералогију и геологију основана је 1880. године на Великој школи у Београду, и од тада је почео самостални развој и стварања првих кадрова из геологије у Србији.
Рударско-геолошки факултет основан је 13. марта 1946. године, и тај дан се слави као Дан Рударско-геолошког факултета. Тада је, на Техничком факултету у Београду основан Рударски одсек, са Одељењем за геологију и Одељењем за рударство. Одсек за геологију 1949. године прераста у Геолошки факултет. Геолошки и Рударски факултет се 1952. године усељавају у зграду у Ђушиној 7 у Београду, где се факултет и сада налази. Рударски и Геолошки факултет се 1956. године дефинитивно спајају у јединствен Рударско-геолошки факултет, са два одсека: Рударским и Геолошким.

## Организација
Рударско-геолошки факултет чине две наставно научне јединице: Рударски одсек и Геолошки одсек.
Факултет је правно лице са статусом високошколске јединице у саставу Универзитета у Београду, чиме је његова основна делатност образовање стручњака на првом, другом и трећем степену студија у оквиру студијских програма.
Факултет располаже простором за рад и наставу на две локације које се налазе ван главног седишта и то:
- у Каменичкој улици бр. 6 (зграда Економског факултета), који користе Департман за историјску и динамичку геологију и Департман за палеонтологију,
- Студентски трг бр. 16 (зграда Природноматематичког факултета), који користи Департман за минералогију, кристалографију, петрологију и геохемију.

Управу факултета чине:
- Декан - проф. др Александар Цветић;
- Продекан за наставу - проф. др Бранко Глушчевић;
- Продекан за финансије - проф. др Владимир Живановић;
- Продекан за научноистраживачки рад - проф. др Кристина Шарић.

Студентски парламент је орган Рударско-геолошког факултета путем којег студенти остварују своја права и штите своје интересе на факултету. Тренутни председник Студентског парламента је Огњен Кочевић. Парламент је организационо и функционално повезан са Студентским парламентом Универзитета у Београду.
У оквиру Рударско-геолошког факултета постоје следеће посебне јединице:
- Школски рудник на Авали
- Збирка минерала и стена
- Геолошко-палеонтолошка збирка
- Збирка узорака минералних сировина
- Збирка украсног камена
- Збирка рударских експоната
- Рачунарски центри
- Библиотеке

На Факултету постоје бројне лабораторије и центри:
- Центар за даљинску детекцију и ГИС
- Центар за енергетику
- Центар за менаџмент у рударству
- Центар за минирање
- Центар за заштиту животне средине у рударству

### Рударски одсек
На основним студијама Рударског одсека постоје три студијска програма, са одговарајућим модулима (усмерењима). Основне академске студије трају четири године, дипломске академске студије једну годину, а докторске студије 3 године. Прве две године основних академских студија су заједничке за све студијске програме. У трећој години настава се одвија по студијским програмима, а у четвртој по модулима. Студијски програми и модули на Рударском одсеку су:
- Рударско инжењерство

1. Површинска експлоатација лежишта минералних сировина
2. Подземна експлоатација лежишта минералних сировина
3. Подземна градња
4. Рударска мерења
5. Механизација у рударству
6. Припрема минералних сировина

- Инжењерство нафте и гаса
- Инжењерство заштите животне средине

### Геолошки одсек
На основним студијама Геолошког одсека постоје четири студијска програма, а у оквиру њих одговарајућа усмерења. Студијски програми на Геолошком одсеку су:
- Геологија (3+2)

1. Геологија
2. Палеонтологија
3. Минералогија и кристалографија
4. Петрологија и геохемија
5. Економска геологија

- Геотехника (4+1)
- Хидрогеологија (4+1)
- Геофизика (4+1)

Докторске академске студије су организоване на четири студијска програма, од којих модули постоје само у оквиру студијског програма Геологија:
- Геологија

1. Геологија
2. Палеонтологија
3. Минералогија
4. Кристалографија
5. Петрологија и геохемија

- Геотехника
- Хидрогеологија

## Упис студија
Одлуку о расписивању, услове и садржај конкурса за упис у прву годину основних студија на Факултету доноси Сенат универзитета у складу са Статутом универзитета. За сваку школску годину Већа Рударског, односно Геолошког одсека, утврђују предлог броја студената који се може уписати на основне академске и струковне студије и број студената који се уписују на терет буџета или се сами финансирају. Овај предлог Наставно-научно веће факултета прослеђује Универзитету у Београду.
Упис на студијске програме на Геолошком одсеку по департманима врши се од прве године. Кандидати у својим пријавама обавезно наводе жеље за упис четири студијска програма по приоритету, као и предности коју дају за упис на студијске програме на терет буџета или самофинансирајућих студија на студијском програму исказаног под приоритетом.
Упис на студијске програме на Рударском одсеку врши се од треће године.
Кандидат који конкурише за упис у прву годину основних академских студија полаже по сопственом избору пријемни испит из најмање једног, а највише два од следећих предмета: математика, физика, хемија. Ако кандидат полаже пријемни испит из два предмета, за утврђивање ранг листе рачуна се онај на којем је освојио више бодова.